# Galaxias maculatus
Espèce
Statut de conservation UICN

 LC  : Préoccupation mineure
Galaxias maculatus est une espèce de poisson d'eau douce du genre Galaxias de la famille des Galaxiidae très commune dans l'hémisphère sud. La taille adulte est comprise entre 4 et 12 centimètres, parfois jusqu'à 19 centimètres de longueur.
En mapudungun, une langue amérindienne du Chili, l'espèce est appelée puye et a donné son nom à la ville de Puyehue, au volcan et au lac du même nom.